# Hilaira incondita
Hilaira incondita là một loài nhện trong họ Linyphiidae.
Loài này thuộc chi Hilaira. Hilaira incondita được Ludwig Carl Christian Koch miêu tả năm 1879.